# 塞尼奧德市 (玻利瓦爾州)
7°38′27″N 66°10′21″W / 7.64083°N 66.17250°W
塞尼奧德市（西班牙語：Municipio Cedeño），是委內瑞拉的一個市，位於該國西部玻利瓦爾州，首府設於凱卡拉德爾奧里諾科，面積46,020平方公里，2007年人口88,296，人口密度為每平方公里1.9人。